# Берингов брегобегач
Берингов брегобегач (Calidris ptilocnemis) е вид птица от семейство Бекасови (Scolopacidae).

## Разпространение
Видът е разпространен в Канада, Русия, САЩ и Япония.